# Eauette
De Eauette is een rivier van het Scheldebekken in Frankrijk, die ontspringt bij de fontaine des Pierres en in de Schelde (linkeroever) uitmondt te Marcoing, na een loop van amper twee kilometer. 